# Plecia capitata
Plecia capitata är en tvåvingeart som beskrevs av Hardy 1951. Plecia capitata ingår i släktet Plecia och familjen hårmyggor.
Artens utbredningsområde är Madagaskar. Inga underarter finns listade i Catalogue of Life.